# 电影频道传媒大奖
电影频道传媒大奖（英語：China Movie Channel Media Award）是电影频道（CCTV-6）主办、旨在扶持中国电影产业、推动国产影片、特别是中小成本影片发展的专业性电影奖项，为上海国际电影节的常设单元，由媒体记者在新片展映中投票评选参赛影片，首届于2004年6月在上海国际电影节中举办。2022年单独举办，名为“电影频道传媒荣誉”。2023年重回上海国际电影节，名为“电影频道传媒关注单元”。

## 历届主要奖项
| 年度 | 最受传媒关注影片        | 最受传媒关注导演               | 最受传媒关注男主角         | 最受传媒关注女主角     | 最受传媒关注新人导演           | 最受传媒关注新人演员                                  |
| ---- | ----------------------- | ------------------------------ | -------------------------- | ---------------------- | ------------------------------ | ----------------------------------------------------- |
| 2004 | 《茉莉花开》            |                                |                            |                        |                                |                                                       |
| 2005 | 《求求你，表扬我》      |                                |                            |                        |                                |                                                       |
| 2006 | 《天狗》                |                                |                            |                        |                                |                                                       |
| 2007 | 《夜。上海》            | 田壮壮《吴清源》               | 赵文瑄《夜·明》            | 赵薇《夜。上海》       |                                | 吴越《夜·明》                                         |
| 2008 | 《千钧一发》            | 高群书《千钧一发》             | 马国伟《千钧一发》         | 陈冲《十七》           | 潘安子《志愿者》               | 李晨《极限救援》、王嘉《他们的船》                    |
| 2009 | 《走着瞧》              | 姚树华《白银帝国》             | 徐峥《夜·店》              | 岳红《走着瞧》         | 李大为《走着瞧》               | 文章《走着瞧》、朱芷莹《这儿是香格里拉》              |
| 2010 | 《海洋天堂》            | 章家瑞《迷城》                 | 文章《海洋天堂》           | 吕丽萍《玩酷青春》     | 薛晓路《海洋天堂》             | 郭晓然《迷城》、娜真叶《碧罗雪山》                    |
| 2011 | 《钢的琴》              | 张猛《钢的琴》                 | 王千源《钢的琴》           | 秦海璐《钢的琴》       | 韩杰《Hello!树先生》           | 吕星辰《郎在对门唱山歌》                              |
| 2012 | 《一八九四·甲午大海战》 | 林黎胜《百万巨鳄》             | 午马《画圣》               | 方青卓《暴走妈妈》     | 韩延《第一次》                 | 丹尼尔·海尼《纽约客@上海》、陈旭竹《骆驼客》          |
| 2013 | 《青春派》《小时代》    | 方刚亮《我的影子在奔跑》       | 董子健《青春派》           | 沈傲君《胡巧英告状》   | 郭敬明《小时代》               | 韩鹏翼《逆袭》、杨舒婷《爱的替身》                    |
| 2014 | 《西藏天空》            | 傅东育《西藏天空》             | 李保田《夜莺》             | 陶虹《忘了去懂你》     | 肖央《老男孩之猛龙过江》       | 拉旺罗布、杨雪《西藏天空》                            |
| 2015 | 《十二公民》            | 徐昂《十二公民》               | 何冰《十二公民》           | 杨子姗《重返20岁》     | 董成鹏《煎饼侠》               | 董成鹏《煎饼侠》、李浩菲《少女哪吒》                  |
| 2016 | 《盛先生的花儿》        | 杨子《喊山》                   | 钟汉良《三人行》           | 颜丙燕《盛先生的花儿》 | 朱员成《盛先生的花儿》         | 林柏宏、颜卓灵《六弄咖啡馆》                          |
| 2017 | 《闪光少女》            | 徐兵《缉枪》                   | 刘佩琦《龙之战》           | 热依扎《缉枪》         | 王冉《闪光少女》               | 马布里《我是马布里》、徐璐《闪光少女》                |
| 2018 | 《进京城》              | 胡玫《进京城》                 | 富大龙《进京城》           | 佟丽娅《超时空同居》   | 苏伦《超时空同居》             | 尹昉、王婷《路过未来》                                |
| 2019 | 《过昭关》              | 霍猛《过昭关》                 | 岳云鹏《鼠胆英雄》         | 姜宏波《黄玫瑰》       | 涂们《呼伦贝尔城》             | 宋威龙《我的青春都是你》、迪纳茨·努尔赛伊提《音乐家》 |
| 2020 | 《春江水暖》            | 万玛才旦《气球》               | 仁青顿珠《我的喜马拉雅》   | 张子枫《再见，少年》   | 顾晓刚《春江水暖》             | 张宥浩《再见，少年》、邓恩熙《少女佳禾》              |
| 2021 | 《金刚川》              | 管虎、郭帆、路阳《金刚川》     | 张译《金刚川》             | 张小斐《你好，李焕英》 | 贾玲《你好，李焕英》           | 李昀锐《超越》、刘浩存《送你一朵小红花》              |
| 2022 | 《我和我的父辈》        | 文牧野《奇迹·笨小孩》          | 张颂文《革命者》           | 袁泉《中国医生》       | 章子怡《我和我的父辈》之《诗》 | 陈永胜《狙击手》、任思诺《我和我的父辈》              |
| 2023 | 《流浪地球2》           | 张吃鱼《独行月球》             | 王一博《无名》《长空之王》 | 巴德玛《脐带》         | 刘晓世《长空之王》             | 于适《长空之王》、王佳怡《满江红》                    |
| 2024 | 《第二十条》            | 乌尔善《封神第一部：朝歌风云》 | 雷佳音《第二十条》         | 蒋勤勤《草木人间》     | 戴墨《三大队》                 | 史彭元《八角笼中》、张佳宁《一闪一闪亮星星》          |